# Coptobasis moellingeri
Coptobasis moellingeri is een vlinder uit de familie van de grasmotten (Crambidae). De wetenschappelijke naam van deze soort is voor het eerst voorgesteld als Coptobasis möllingeri door Pieter Snellen in een publicatie uit 1895.
De soort komt voor in Indonesië (Java).